# The Pass

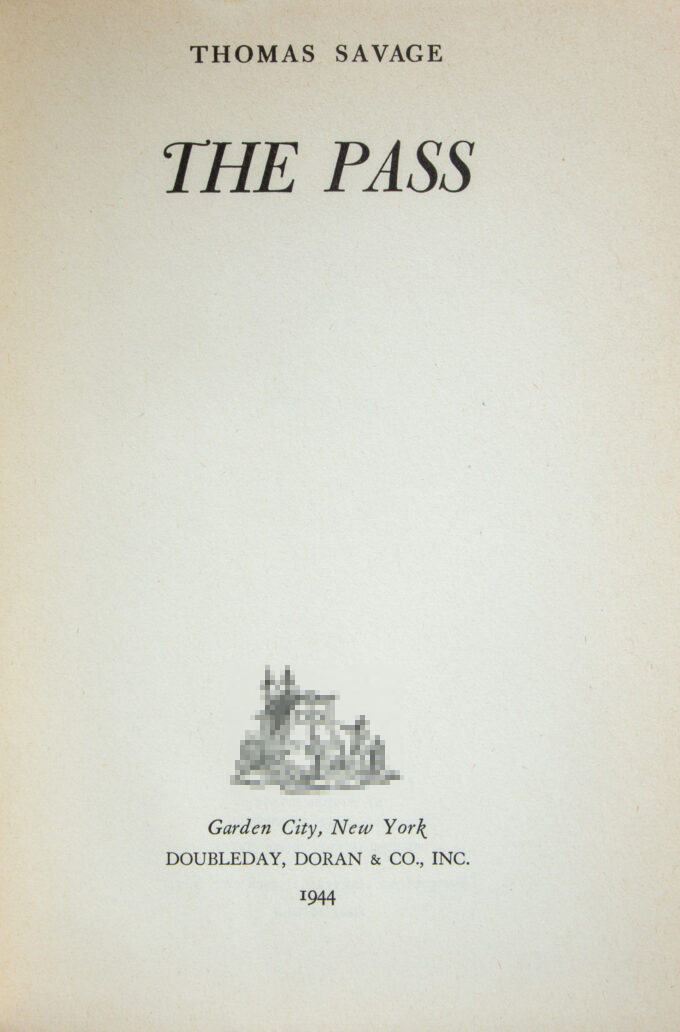
Titelblatt der Erstausgabe aus dem Jahr 1944

The Pass ist ein Roman von Thomas Savage aus dem Jahr 1944. Es handelt sich um den Debütroman des Autors.

## Handlung
Der junge Ranchersohn Jess Bentley kommt 1913 aus Wyoming in den Südwesten von Montana. Sein Vater ist kurz zuvor gestorben, die Mutter lernte er nie bewusst kennen. Jess lässt sich sein Erbe auszahlen und kauft dem alten Ames seine Viehranch in Montana ab. Die Gegend ist durch Berge geschützt und abgegrenzt. Einziger Zugang zum Gebiet ist ein Pass, der im Winter verschneit ist und das Gebiet von der Außenwelt abschneidet. Jess lernt seine Nachbarn kennen – Cy und Amy Pierce, die 10 Meilen entfernt wohnen, den 15 Meilen entfernten ehemaligen Spieler Newt Cooper und seine resolute Frau, den Milchbauern Billy Blair sowie andere, die ihn wohlwollend aufnehmen. Sie freuen sich, dass Jess zukünftig nicht allein auf der Ranch sein wird: In Wyoming hat er die Ranchertochter Beth Ford kennengelernt, die er im Frühjahr 1914 heiraten will. Auf Anraten von Cy stellt Jess den alten Farmarbeiter Slim Edwards auf der Ranch ein. Weitere Arbeiter folgen, sodass er im Frühjahr 1914 ein neues Haus für sich und die 20-jährige Beth auf der Ranch bauen kann. Kurz darauf heiratet er Beth in Wyoming und bringt sie heim nach Montana.
Erste Gerüchte über den Bau einer Eisenbahnstrecke machen die Runde und die Neuigkeit sorgt für gespaltene Reaktionen. Die Rancher hoffen auf größeren Profit für ihre Waren, während Jess befürchtet, dass das ursprüngliche Land, das er liebt und weswegen er sich ein neues Leben aufgebaut hat, verloren geht. Neben dem Leben und Arbeiten auf der Ranch lernt Jess auch seine Frau besser kennen. Sie liebt Farben, malt gerne und wird von den Frauen der Gegend aufgrund ihrer Bildung (sie spricht etwas Französisch) als Vorbild wahrgenommen. Gleichzeitig ist sie eine starke Frau, was Jess gelegentlich Angst macht: Als sie Gefallen an einem noch ungezähmten Pferd zeigt, das sie zureiten will, verweigert Jess den Kauf zunächst, gibt jedoch später nach. Die Eisenbahn wiederum wird aus dem Gerücht zur Realität und Jess und Beth sind wenig später beim Baubeginn der Eisenbahnstrecke vor Ort. Beth reitet ihr neues Pferd, das nach einer Sprengung für die Strecke ausbricht. Nur mit Mühe kann sich Beth im Sattel halten. Jess hat Angst um sie, da er erkennt, dass er ohne sie nicht leben könnte.
Nach dem Zwischenfall mit dem Pferd plagen Beth heftige Unterleibsschmerzen und sie begibt sich zu Doc Morse. Er diagnostiziert eine Zerrung, erkennt bei der Untersuchung jedoch auch, dass Beth große gesundheitliche Probleme kriegen würde, sollte sie je Kinder haben. Er rät ihr von einer Schwangerschaft ab, was Beth für sich behält. Die Jahre vergehen und Jess vergrößert seinen Besitz: Er kauft einem Rancher 500 Kühe ab. Auch die Gegend verändert sich, so wird im August 1916 die Ankunft der ersten Eisenbahn in der nahegelegenen Kleinstadt Salmon City gefeiert. Im Winter trifft ein Schneesturm die Gegend, in dem Milchbauer Billy umkommt. Jess kauft Billys Land, auch wenn er dabei ein Großteil seines Vermögens verbraucht, doch hofft er, dass die Eisenbahn ihm langfristig Profit bringen wird. Zu Weihnachten 1916 schenkt Jess seiner Frau ein Zugticket über Chicago nach Boston und Beth tritt die Reise im Frühjahr 1917 mit Mrs. Cooper an.
Die Gegend in Montana ändert sich. Siedler lassen sich nieder, die an Rancharbeit kein Interesse haben, sondern Farmen aufbauen. Sie halten Geflügel und bauen Getreide an. Zunehmen durchschneidet Stacheldraht die Gegend. Aus der Ferne ist zu hören, dass die USA in den Ersten Weltkrieg eingetreten ist. Beth kehrt nach Monaten von ihrer Reise zurück und entschließt sich, nie wieder fortzugehen. Auch Mrs. Cooper kann den Städten nicht viel abgewinnen. Amy Pierce wiederum hat sich von den anderen Frauen zurückgezogen und bald wird deutlich, warum: Mit fast 50 Jahren ist sie schwanger geworden; im Herbst bringt sie ein gesundes Mädchen zur Welt. Sie und Cy bauen daraufhin ein neues Haus, in das sie im Sommer 1918 einziehen.
Einige Jahre später ist der Krieg vorbei; es ist das Jahr 1923 und Beth erwartet ein Kind. Jess vergrößert abermals seinen Besitz und kauft das Land von Rancher Anderson auf, der die Gegend verlässt. Jess braucht das Land nicht, will jedoch verhindern, dass Farmer sich darauf niederlassen. Beth wiederum fährt auf Doc Morses Anraten in die nächstgrößere Stadt, um ihr Kind auf die Welt zu bringen. Als Jess sie einige Zeit später am Bahnhof abholt, ist Beth allein: Der gemeinsame Sohn ist einen Tag nach der Geburt verstorben. Amy, die Beth begleitet hat, weiß, dass auch Beth fast nicht überlebt hätte. Beth ist nach der Geburt nur noch ein Schatten ihrer selbst. Schwach, kränklich und niedergeschlagen verlässt sie selten ihr Bett und das Haus.
Der Winter 1923 beginnt unspektakulär. Einige Rancher sehen den im Vergleich zu anderen Jahren geringeren Heubestand kritisch, doch bleibt ein harter Winter zunächst aus. Es schneit erst spät und auch nicht stark genug, um die Gegend unpassierbar zu machen. Der Winter wird jedoch länger als üblich und auch im März 1924 ist die Schneedecke noch dicht. Das Heu geht zur Neige, sodass Jess und die anderen Rancher Heu in Salmon City bestellen, das mit Lastwagen über den Pass gebracht werden soll. Ein Schneesturm setzt ein und Beth erkältet sich, als sie selbstständig Kälber von draußen in die Ställe treibt. Sie stirbt kurz darauf und wird beigesetzt. Der Schneesturm hält an und verhindert, dass die Trucks den Pass überqueren können. Das Heu geht zur Neige und das Vieh beginnt zu verhungern. Jess bringt die Rancher der Gegend schließlich dazu, Geld für eine Heulieferung per Eisenbahn zu geben. Er selbst verpfändet dafür sogar sein Anwesen. Als das Heu ausgeht und die Eisenbahn nicht erscheint, schwindet das Vertrauen der Rancher in Jess, der leichtsinnig gewesen sei und schließlich nichts mehr zu verlieren gehabt habe. Als auch dieser bereit ist, aufzugeben, sieht er die Lichter der Eisenbahn in der Ferne. Die Farmer der Gegend bereiten der Eisenbahn mit der rettenden Heulieferung schließlich einen festlichen Empfang in Salmon City.

## Hintergrund

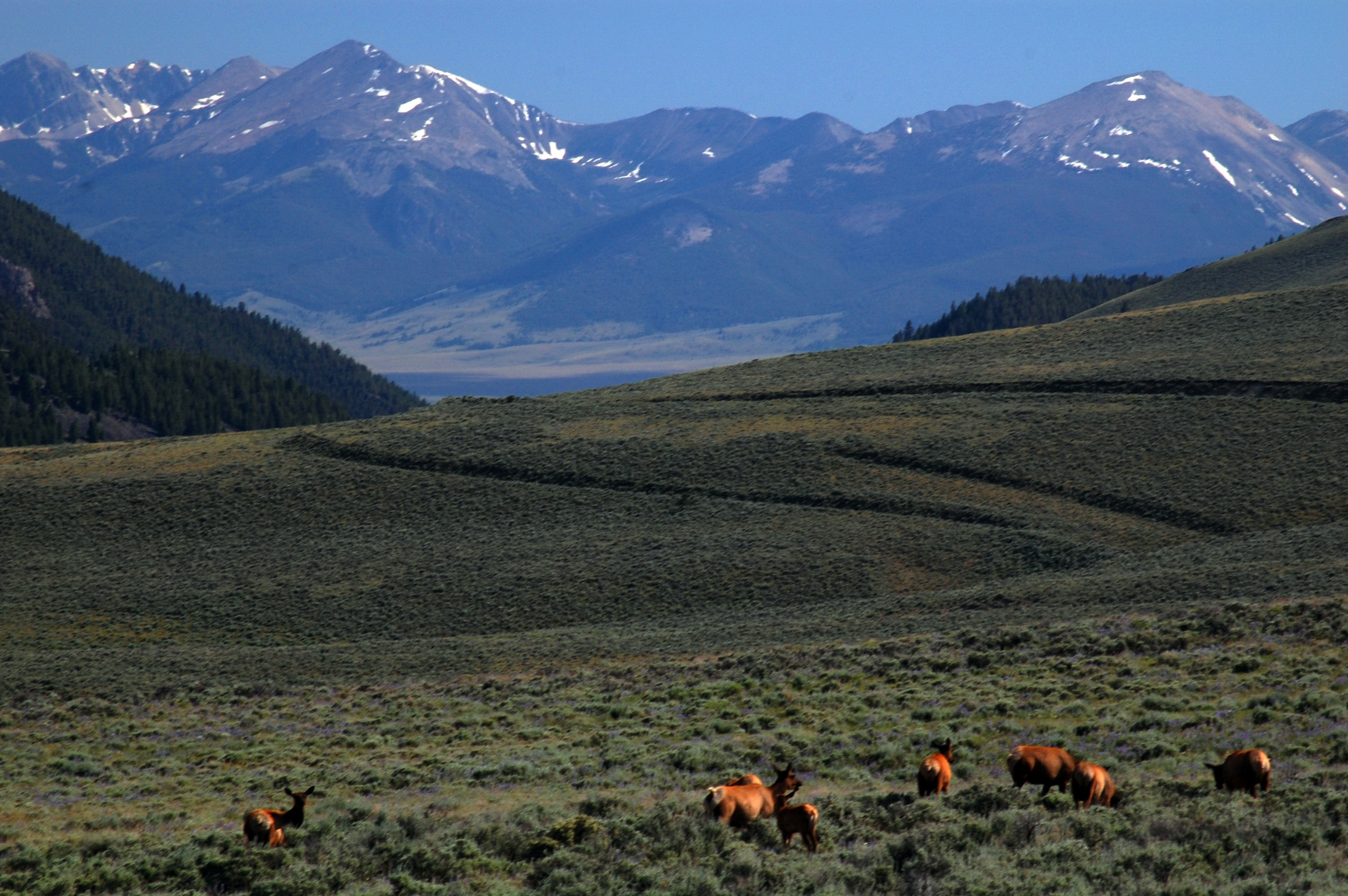
Der Bannock-Pass zwischen Idaho und Montana

The Pass war Savages erste Romanveröffentlichung. Er begann mit der Arbeit am Roman während seines Studiums am Colby College in den späten 1930er-Jahren, nachdem er seine erste Reportage The Bronc-Stomper in der Zeitschrift Coronet veröffentlicht hatte. Im Gegensatz zur Reportage The Bronc-Stomper, die noch unter seinem Adoptivnamen „Brenner“ erschien, nutzte Savage für The Pass erstmals seinen Geburtsnamen.
Ursprünglich war The Pass als Kurzgeschichte über die Bedeutung der Eisenbahn für eine kleine isolierte Ranchgemeinde geplant. Savage hatte die Geschichte Ende der 1930er-Jahre der Zeitschrift Atlantic Monthly in der Hoffnung auf eine Veröffentlichung geschickt. Der Herausgeber Edward A. Weeks kritisierte jedoch das Fehlen von Personen in der Geschichte und schlug Savage vor, sie zu einem Roman zu erweitern. Savage erweiterte die Handlung daraufhin und beendete die Überarbeitung 1943. Er bezeichnete die Nachricht seines neuen Verlags Doubleday, dass seine Überarbeitung akzeptiert wurde, als das Aufregendste, was ihm je widerfahren sei. Doubleday zahlte ihm für die Veröffentlichung von The Pass 750 Dollar im Voraus. Savage widmete den Roman seiner Mutter Beth Yearian Brenner („To My Mother“); die weibliche Hauptfigur von The Pass trägt zudem ihren Vornamen.
Die Handlung umfasst die Zeit zwischen 1913 und 1924. Als namensgebender Pass des Romans diente der Bannock-Pass, der Lemhi County in Idaho und Horse Prairie in Montana verbindet, wobei die Ranch seiner Großmutter in Idaho nahe Lemhi als Vorbild für Jess Bentleys Ranch diente. Der Bau der Salmon City and Pittsburgh Railroad im Roman nahm den Bau der Gilmore and Pittsburgh Railroad zum Vorbild, die jedoch bereits 1910 und nicht, wie im Roman, 1916 fertiggestellt war.
Im Gegensatz zur Mehrzahl der Romane Savages, in denen eine männliche Hauptfigur als Erzähler fungiert, setzt Savage in The Pass einen allwissenden Erzähler ein. The Pass ist, wie alle Romane Savages, die im Westen der USA spielen, kein Wildwestroman. Typische Merkmale, wie Duelle, der Cowboy als Held, amerikanische Ureinwohner als zentrale Figuren sowie Gold und der technische Fortschritt als Garanten für Wohlstand fehlen, was The Pass für Leser von Wildwestromanen wenig reizvoll erscheinen ließ. Wie in späteren Romanen griff Savage bereits in seinem Debüt Owen Wisters klischeehaften Wildwestroman Der Virginier an und lässt Mrs. Cooper ihn als schrulliges kleines Hochzeitsgeschenk für Jess und Beth übergeben, wobei sie das Buch selbst noch nicht gelesen hat.

## Kritik
Die Kritik nannte das Buch „handlungslos“ („plotless“), ohne typische Themen wie Erschießungen und Versuche, eine Farm zu stehlen, sowie Liebeleien, die Liebe eines Manns zu seiner Frau ausgenommen. Der Roman sei „ruhig geschrieben“, mit einer Ernsthaftigkeit, die die Gefühle tief berühre. Nur Personen, die in Kleinstädten im amerikanischen Westen gelebt hätten, würden die Beschreibung der Klaustrophobie würdigen können, die sich während eines Winters bei abgeschnittener Lage einstelle, so die New York Times: Der Roman sei einfach zu lesen, aber nicht einfach zu vergessen. Die Los Angeles Times lobte den Roman, der von hoher Qualität („high quality“) sei; er sei von einem harschen Realismus dominiert, doch erinnere sich der Leser auch an den Mut der Menschen und die Schönheit, die der Leser durch ihre Augen sieht.
Annie Proulx sah The Pass, gemeinsam mit Savages Romanen Lona Hanson und Die Gewalt der Hunde, als späte Werke des Goldenen Zeitalters der amerikanischen Landschaftsromane, zu denen sie Autoren wie William Faulkner und Ernest Hemingway zählte. Savage selbst empfand sein Erstlingswerk als „ziemlich gutes Buch“ („a pretty good book“), das jedoch im Literaturbetrieb schnell einfach verschwunden sei.

## Veröffentlichungen
The Pass wurde im April 1944 bei Doubleday als Hardcover veröffentlicht; im Oktober 1944 erfolgte eine zweite Auflage. Im Jahr 1957 erschien der Roman bei Bantam Books als Taschenbuch. Der Roman wurde 2009 mit einem Vorwort von O. Alan Weltzien beim Verlag Riverbend neu herausgegeben. Eine Veröffentlichung in Deutschland steht bisher aus (Stand 09/2021).
Im Jahr 1946 erschienen mehrere Kapitel von The Pass in Joseph Kinsey Howards Buch Montana Margins, wobei er vor allem Szenen rund um die Eisenbahn für sein Kapitel Travel and Transport verwendete.